# Serkalnoje (Kaliningrad)
Serkalnoje (russisch Зеркальное, deutsch Kötschen, 1938 bis 1945: Köschen, litauisch Kiečiai) ist ein verlassener Ort im Rajon Krasnosnamensk der russischen Oblast Kaliningrad.
Die Ortsstelle befindet sich fünf Kilometer südöstlich von Prawdino (Grumbkowkaiten/Grumbkowsfelde) am Ozero Borodinskoje (Willuhner See).

## Geschichte

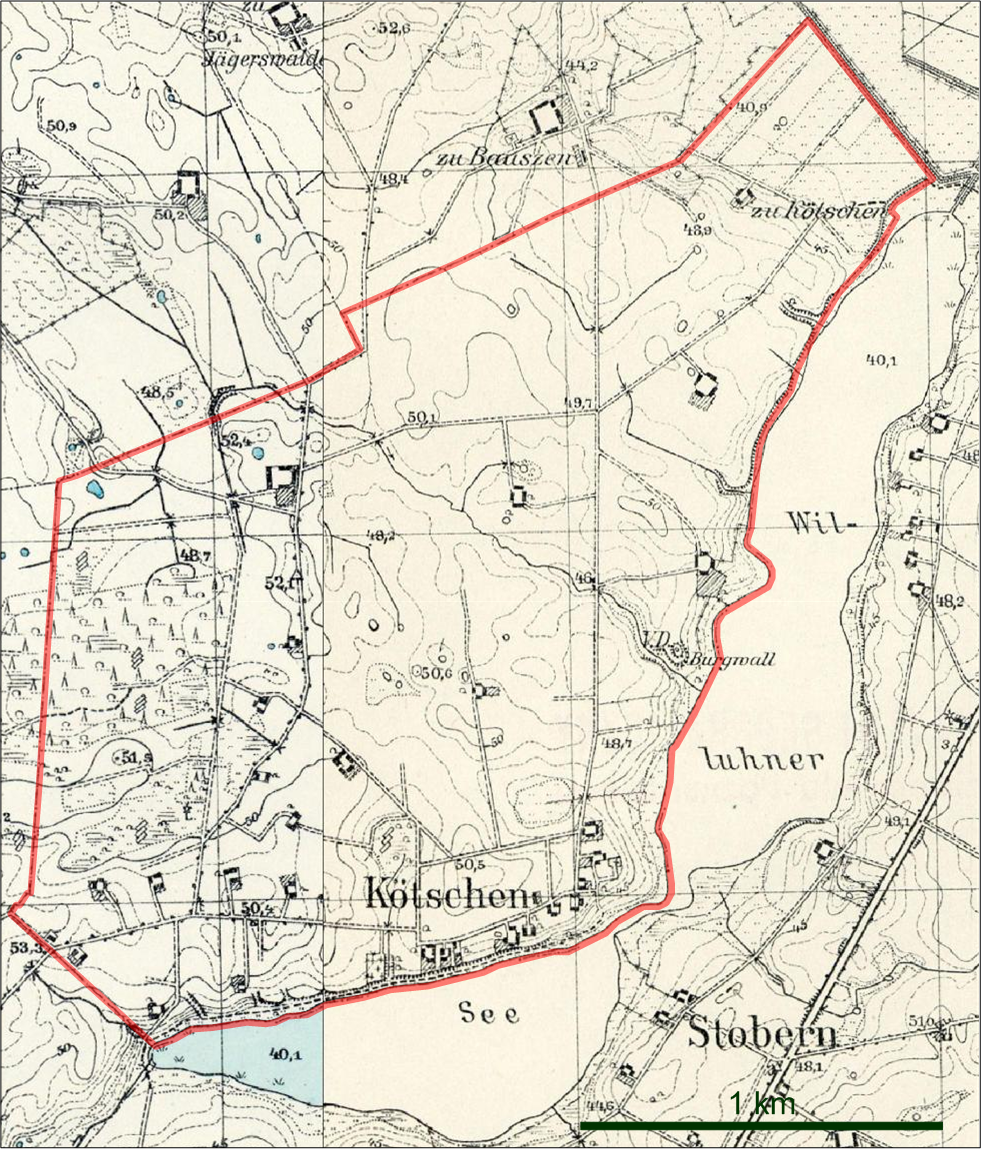
Die Gemeinde Kötschen (Köschen) auf zwei Messtischblättern von 1936 und 1938

Der Ort wurde vor 1625 gegründet. Um 1780 war Kötschen ein königliches Bauerndorf. 1874 wurde die Landgemeinde Kötschen in den neu gebildeten Amtsbezirk Willuhnen im Kreis Pillkallen eingegliedert. 1938 wurde Kötschen in Köschen umbenannt.
1945 kam der Ort in Folge des Zweiten Weltkrieges mit dem nördlichen Ostpreußen zur Sowjetunion. 1947 erhielt er den russischen Namen Serkalnoje und wurde gleichzeitig dem Dorfsowjet Prawdinski selski Sowet im Rajon Krasnosnamensk zugeordnet. Serkalnoje wurde vor 1975 aus dem Ortsregister gestrichen.

### Einwohnerentwicklung
| Jahr | Einwohner |
| ---- | --------- |
| 1867 | 175       |
| 1871 | 173       |
| 1885 | 204       |
| 1905 | 177       |
| 1910 | 168       |
| 1933 | 137       |
| 1939 | 137       |

## Kirche
Kötschen/Köschen gehörte zum evangelischen Kirchspiel Willuhnen.

## Söhne und Töchter des Ortes
- Heinz Jurkat (1929–2011), Vorsitzender des Landesblinden- und Sehbehindertenvereins Schleswig-Holstein